# Polybothris expansicollis
Polybothris expansicollis es una especie de escarabajo del género Polybothris, familia Buprestidae. Fue descrita científicamente por Fairmaire en 1869.

## Distribución geográfica
Habita en la región afrotropical.